# خرمن‌آردی (بسنی)
خرمن‌آردی (به ترکی استانبولی: Harmanardı) (به کردی: Tîlek) یک منطقهٔ مسکونی در ترکیه است که در بسنی واقع شده‌است.